# Agnes Block
Agnes Block o Agneta Block (Emmerich am Rhein, 29 ottobre 1629 – Amsterdam, 20 aprile 1704) è stata una botanica, disegnatrice, illustratrice, collezionista e mecenate olandese del secolo d'oro olandese.

## Biografia

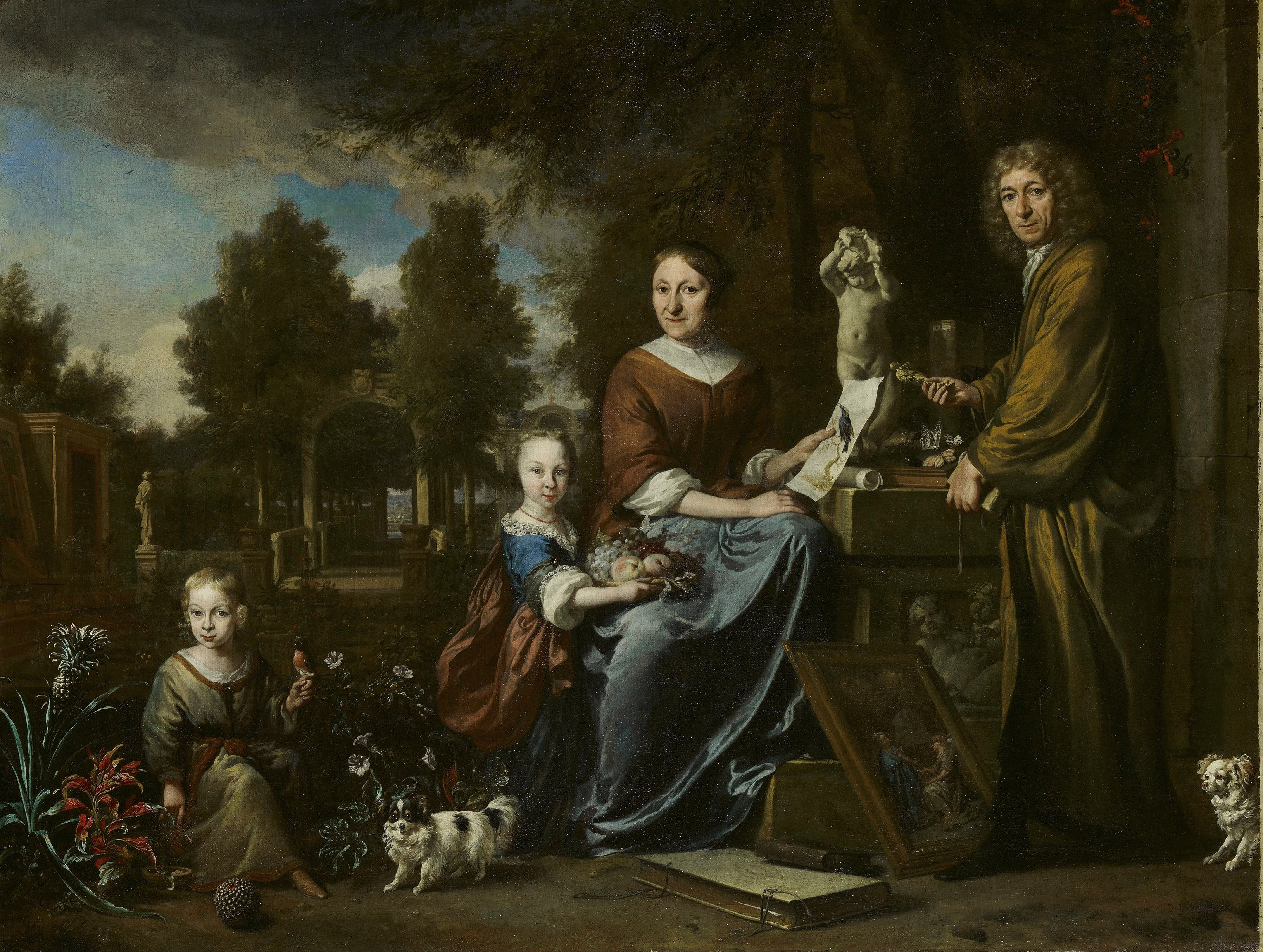
Agnes Block, Sijbrand de Flines e due bambini nella villa Vijverhof (Jan Weenix, 1694)

Nacque nella città tedesca di Emmerich am Rhein ultimogenita del commerciante di stoffe Arend Block e di Ida Rutgers, che ebbero altri quattro figli, due ragazzi e due ragazze. La sua famiglia apparteneva alla chiesa mennonita e si arricchì con il commercio dei tessuti. In quel tempo per i Mennoniti, la città di Emmerich era un buon rifugio dalle persecuzioni religiose. Erano stati esclusi dai pubblici uffici e quindi erano obbligati a esercitare una libera professione. Nell'Olanda Meridionale, Mennoniti fuggiaschi erano attivi nell'industria tessile e nel commercio, in particolare di seta e altri tessuti. Inoltre le ricche famiglie mennonite di Amsterdam erano strettamente imparentate dal momento che i matrimoni erano celebrati tra persone dello stesso gruppo.
Tra il 1632 e il 1646, entrambi i genitori di Agnes morirono. Con le sue sorelle probabilmente fu ospitata presso la famiglia di David Rutgers, il fratello della madre, e di sua moglie Susanna de Flines, che abitavano sul canale Singel ad Amsterdam. La famiglia Rutgers era fiamminga mennonita, mentre i de Flines erano Mennoniti di Waterland. 
Il 2 maggio 1649 si sposò ad Amsterdam con il cugino Hans de Wolff (1613-1670), vedovo mennonita e mercante di seta. L'unione fu senza figli. In occasione del matrimonio Joost van den Vondel, che era suo zio, scrisse la poesia Mayboom voor Joan de Wolf, en Agnes Block, in cui descriveva Agnes come una ragazza seria, dedita alla lettura e che non ricercava alcun lascivo divertimento. Questa poesia era inclusa in un pacco contenente altre poesie e canzoni che furono stampate in occasione delle nozze sotto il titolo de Bloemekrans ter bruiloft van den E. bruidegom Joan de Wolf en d'E. bruyd Agnes Block. Fu anche forgiato un medaglione d'oro, su cui Vondel incise alcuni versi.

### Agnes Block e Vondel
Dopo il matrimonio Agnes si trasferì in Warmoesstraat, dove il marito con sua figlia viveva e teneva i suoi commerci di seta. Vondel, che conosceva Agnes fin da piccola, abitava nella stessa strada. Secondo il suo biografo Gerard Brandt, Vondel pranzò presso di lei tutti i venerdì a mezzogiorno, per quattordici o quindici anni, anche dopo la morte del marito Hans.
Tra Agnes e Vondel, che era definito da Brandt un appassionato di tutte le scienze inutili e un nobile artista, soprattutto un poeta, pittore, disegnatore e incisore, vi era una solida amicizia, dimostrata anche dal ritratto che l'artista le fece, dai libri che le donò e dalle poesie che scrisse per lei.
Agnes si dedicò allo studio, alla lettura, al disegno, alla pittura con acquerelli e alla scultura, ma preferiva occuparsi di giardinaggio. Questa sua inclinazione giocò un ruolo importante nella sua vita.

### Acquisto di una tenuta sul Vecht e secondo matrimonio
Nel 1668 Agnes e il marito si trasferirono in una casa al numero 162 di Herengracht, dove Hans de Wolff morì nel febbraio 1670. Nel luglio dello stesso anno la vedova acquistò una fattoria presso Loenen aan de Vecht. Qui fece costruire la villa Vijverhof, costituita da una casa principale, una serra e altri annessi, frutteti, giardini e stagni. In quell'epoca, era usuale che i ricchi abitanti di Amsterdam investissero parte del loro denaro nell'acquisto di tenute di campagna. Anche la famiglia de Wolff possedeva una villa presso Purmerend.
La guerra del 1672 rallentò i lavori di costruzione di Vijverhof, come evidenziato dalla poesia per il matrimonio scritta dal poeta Joachim Oudaen nel 1674, in occasione delle seconde nozze di Agnes con Sijbrand de Flines (1623-1697), ricco mercante di seta mennonita, cugino della madre adottiva Susanna de Flines.
La cerimonia ebbe luogo il 9 settembre 1674, ad Amsterdam. Il matrimonio fu senza figli, ma Sijbrand de Flines, che era vedovo, aveva due figlie dal precedente matrimonio. Anche Vondel scrisse alcune poesie per il matrimonio. Una di esse fa riferimento all'amore di Agnes per le piante e i fiori, che ella con le forbici imita ritagliandoli nella carta.
Dopo la guerra fu costruita velocemente una casa maestosa come un piccolo palazzo sul Vecht, come si vede dall'incisione di Daniël Stopendaal del 1720. Su entrambi i lati della casa vi erano quattro file di aiuole in stile francese, unite da siepi potate basse. Sull'angolo orientale del giardino vi era un pergolato con una bella vista sull'ansa del Vecht. A sinistra delle aiuole vi era la serra, dove Agnes teneva le piante rare ed esotiche.
Dopo il matrimonio gli sposi abitarono nella casa dei Block in Herengracht, ma trascorrevano gran parte del tempo nella tenuta Vijverhof, dove alla fine rimasero permanentemente, come indicato nel testamento di Agnes del 1694. Nel 1699, due anni dopo la morte del marito, la Block lasciò la casa in Herengracht a un parente, mantenendo una camera come pied-à-terre.

### Botanica e Collezionismo
A Vijverhof, Agnes si rivelò una capace coltivatrice di piante rare ed esotiche: centinaia di specie di piante e fiori provenienti da ogni dove furono curati nei suoi giardini e nella serra. Alcuni semi furono importati direttamente dall'America orientale, altri furono ottenuti tramite scambi con alcuni botanici, sia in patria che all'estero, compreso Lelio Trionfetti, professore di botanica a Bologna e Paul Hermann dell'Orto botanico di Leida.
Aveva anche contatti con Jan Commelin, fondatore dell'Orto botanico di Amsterdam. Vijverhof, con i suoi giardini, attirò anche visitatori stranieri, come il tedesco Z.C. von Uffenbach.
Fu la prima botanica che riuscì a coltivare una pianta d'ananas fruttifera nei Paesi Bassi. Così, giustamente orgogliosa per questa impresa, fece rappresentare in vari modi l'ananas. La prima volta nel 1687 fece eseguire un disegno del frutto da Alida Withoos poi nel 1694 un dipinto da Jan Weenix, in cui, oltre alla coppia Agnes-Sijbrand con due bambini che probabilmente erano le figlie di Sijbrand, è rappresentato tutto quanto di più importante Agnes aveva: sullo sfondo, la tenuta Vijverhof, nella parte mediana una voliera, in primo piano a sinistra per l'appunto l'ananas, un raro cactus, sulla destra rarità collezionate, come conchiglie, farfalle, una statua, un disegno di un uccello, libri e un quadro. Infine nel 1700 fece incidere un ananas su una medaglia d'argento. Nella parte anteriore c'è il suo nome e ritratto e la citazione Flora Batava. Dall'altra parte è mostrata la dea Flora, cioè Vijverhof, e un'iscrizione latina Fert Arsque Laborque Quod Natura Negat, cioè L'arte ed il lavoro producono ciò che la natura nega, ovvero solo con l'aiuto di Agnes Block Vijverhof può fiorire.
Anche un cugino sia di Agnes che di Sijbrand, Philips de Flines, era un grande appassionato di botanica, della vita in villa e di arte. Le sue collezioni di piante e animali, di dipinti italiani e francesi e di sculture classiche erano famose.

### La collezione documentata
Agnes Block si accostò alla botanica in modo scientifico. Possedeva letteratura in molte lingue, anche se scrisse a Trionfetti a Bologna che non era in grado di leggere i libri in latino, italiano e francese, ma li utilizzava solo per le illustrazioni e i nomi.
Lasciò accurata documentazione della sua collezione. Una ventina d'artisti, specializzati in rappresentazioni botaniche e zoologiche, furono da lei ingaggiati per eseguire centinaia di acquerelli aventi come soggetti le piante, i fiori e gli uccelli di Vijverhof. Tra di essi vi erano Herman Saftleven II, Pieter e Alida Withoos, Anna Maria Sibylla Merian e sua figlia Johanna Herolt-Graff, Pieter Holsteijn II, Maria Moninckx e Johannes Bronkhorst.
I disegni, catalogati in libri, furono acquistati da Valerius Röver di Delft dopo la morte della Block e successivamente dispersi. Grazie al catalogo che Röver fece della sua collezione nel 1730, si conosce quali piante e fiori Agnes Block fece rappresentare e da chi. A volte su o dietro alcuni disegni è riportato il nome della piante o dell'animale rappresentato o dell'autore dell'acquerello.

### Testamento ed eredità
Per ben dieci volte Agnes Block cambiò il suo testamento. Sembra che cugini e nipoti con il suo stesso nome abbiano avuto un trattamento preferenziale.
Agnes morì il 20 aprile 1704, nella casa di sua nipote Ida de Neufville, ubicata lungo il Keizersgracht, all'età di settantaquattro anni. Fu sepolta nella Oude Kerk. Il letterato Ludolf Smids scrisse una lamentazione per la sua morte e fu prodotta una medaglia funebre d'argento.
Il testamento stabiliva che la casa, i disegni e i dipinti dovessero rimanere insieme.
Dal momento che i nipoti non vollero acquistarla, Vijverhof fu venduta. Valerius Röver acquistò, oltre al libro dei fiori e al libro degli uccelli, la maggior parte dei dipinti della collezione Block. Non è noto dove siano finiti i disegni eseguiti dalla stessa Agnes.
Dopo la morte di Röver, i dipinti furono acquistati dal Langravio di Hessen-Kassel. I disegni, invece, furono dispersi. La villa fu comprata da Benjamin Teixeira, che assieme al fratello Samuel si occupò della casa e del giardino con grande cura. Nel 1717 Vijverhof fu visitata dallo zar Pietro il Grande, che fu così colpito dalla perfezione con cui il giardino era gestito da assumere il giardiniere.
Alla fine del XVIII secolo dei giardini non rimase traccia e nel 1813 la casa fu demolita. La maggior parte dei mobili fu venduta e dispersa.